# Nemesnádudvar
Nemesnádudvar é um município da Hungria, situado no condado de Bács-Kiskun. Tem 58,78 km² de área e sua população em 2015 foi estimada em 1.775 habitantes.